# Štěpení papíru
Štěpení papíru je metoda konzervace křehkých listů papíru. Za pomoci speciálního postupu dojde k oddělení přední a zadní strany listu papíru a mezi takto vzniklé dva listy papíru je vlepen další papír, většinou je to japonský papír (waši), který vyztuží lámající se křehký papír. Výhoda proti běžnému podlepení papíru je, že nesnižuje čitelnost ani jedné ze stran papíru, ale zároveň se jedná o postup nevratný a navíc ve všech ohledech dosti náročný. Postup navrhl v 60. letech 20. století restaurátor na Jenské univerzitě Günter Müller, v 80. letech potom navrhl Wolfgang Wächter z restaurátorského oddělení Bücherei Leipzig mechanizaci tohoto procesu pro noviny, tento postup není zatím plošně užíván.